# Isabella Shinikova
Isabella Shinikova (búlgaro: Изабелла Шиниковаen búlgaro: Изабелла Шиникова) (nacida 25 de octubre de 1991) es una jugadora de tenis en búlgaro: Изабелла Шиникова.
El 20 de febrero de 2017,  logró su mejor ranking histórico WTA singles, el Núm. 133 mundial mientras su mejor ranking de dobles fue el Núm. 224 el 26 de septiembre de 2016.
También ha jugado para el equipo de Copa Federación búlgaro, con un balance de 15–20.

## Carrera profesional
En 2009 Shinikova hizo su debut profesional en un ITF $25,000 . Desde entonces  está jugando en el ITF el circuito de las mujeres y en 2015 lideró el palmarés logrando hasta 8 títulos en la categoría.

### 2016
En abril de 2016 Shinikova hizo su debut en sorteo principal de WTA torneo en Katowice Abierto, perdiendo a Alizé Cornet 2-6, 7-6(7-5), 3-6 en la primera ronda. Entonces  falle para cualificar para los sorteos principales de Stuttgart Abierto, Ricoh Abierto y Aegon Clásico Birmingham. En julio, Shinikova cualificado para el sorteo principal en el BRD Bucarest Abre perder a Simona Halep en la segunda ronda. Shinikova Hizo su debut en EE. UU. Abre cualificar sorteo, sembró 31.º, perdiendo a Laura Robson en la segunda ronda.

## Títulos ITF

### Individuales: 20
| Leyenda                   |
| ------------------------- |
| $100,000 torneos          |
| $80,000 torneos           |
| $60,000 torneos           |
| $25,000 torneos           |
| $10,000 / $15,000 torneos |

| Núm. | Fecha                    | Torneo             | Superficie | Adversario             | Puntuación         |
| ---- | ------------------------ | ------------------ | ---------- | ---------------------- | ------------------ |
| 1.   | 18 Marcha 2012           | Amiens, Francia    | Clay (I)   | Ysaline Bonaventure    | 6–3, 0–6, 6–3      |
| 2.   | 29 de diciembre de 2012  | Estambul, Turquía  | Duro (i)   | İpek Soylu             | 6–4, 6–2           |
| 3.   | 24 de mayo de 2014       | Caserta, Italia    | Clay       | Marianna Zakarlyuk     | 4–6, 6–3, 6–4      |
| 4.   | 25 de enero de 2015      | El Kantaoui, Túnez | Duro       | Sandra Samir           | 6–2, 3–6, 6–3      |
| 5.   | 1 de febrero de 2015     | El Kantaoui, Túnez | Duro       | Marie Benoît           | 6–2, 5–7, 6–1      |
| 6.   | 18 de julio de 2015      | Bursa, Turquía     | Clay       | Julieta Lara Estable   | 6–3, 6–4           |
| 7.   | 27 de septiembre de 2015 | Varna, Bulgaria    | Clay       | Irina Maria Bara       | 7–6(7–2), 6–4      |
| 8.   | 4 de octubre de 2015     | Sozopol, Bulgaria  | Duro       | Margot Yerolymos       | 6–3, 3–0 ret       |
| 9.   | 29 de noviembre de 2015  | El Kantaoui, Túnez | Duro       | Chiraz Bechri          | 6–1, 6–2           |
| 10.  | 6 de diciembre de 2015   | El Kantaoui, Túnez | Duro       | Yana Sizikova          | 6–3, 6–2           |
| 11.  | 13 de diciembre de 2015  | El Kantaoui, Túnez | Duro       | Marta Paigina          | 7–5, 6–1           |
| 12.  | 27 de febrero de 2016    | Beinasco, Italia   | Clay       | Jessica Pieri          | 1–6, 6–2, 6-2      |
| 13.  | 13 Marcha 2016           | Hammamet, Túnez    | Clay       | Julia Grabher          | 6–4, 6–4           |
| 14.  | 20 Marcha 2016           | Hammamet, Túnez    | Clay       | Irina Maria Bara       | 6–1, 4–6, 7–6(7–2) |
| 15.  | 1 de mayo de 2016        | Chiasso, Suiza     | Clay       | Amanda Carreras        | 6–3, 7–6(7–1)      |
| 16.  | 22 de mayo de 2016       | Caserta, Italia    | Clay       | Dalila Jakupović       | 6–2, 4–6, 6–2      |
| 17.  | 3 de julio de 2016       | Torun, Polonia     | Clay       | Tadeja Majerič         | 7–5, 4–6, 6–2      |
| 18.  | 6 de noviembre de 2016   | Estocolmo, Suecia  | Duro (i)   | Kristína Schmiedlová   | 6–4, 6–2           |
| 19.  | 8 de octubre de 2017     | Hammamet, Túnez    | Clay       | Satsuki Takamura       | 6–1, 6–2           |
| 20.  | 1 de abril de 2018       | Hammamet, Túnez    | Clay       | Yvonne Cavallé Reimers | 6–3, 7–5           |

### Dobles: 27
| Núm. | Fecha                    | Torneo                  | Superficie | Socio                 | Adversarios                                        | Puntuación              |
| ---- | ------------------------ | ----------------------- | ---------- | --------------------- | -------------------------------------------------- | ----------------------- |
| 1.   | 15 de agosto de 2010     | Estambul, Turquía       | Duro       | Başak Eraydın         | Fatma Al-Nabhani Magali de Lattre                  | 3–6, 6–3, [10–4]        |
| 2.   | 16 de enero de 2011      | Glasgow, Reino Unido    | Duro (i)   | Ulrikke Eikeri        | Teodora Mirčić Jasmina Tinjić                      | 6–4, 6–4                |
| 3.   | 7 de agosto de 2011      | Estambul, Turquía       | Duro       | Irina Ramialison      | Khristina Kazimova Christina Shakovets             | 3–6, 6–1, [10–8]        |
| 4.   | 24 Marcha 2012           | La Marsa, Túnez         | Clay       | Ulrikke Eikeri        | Mervana Jugić-Salkić Sandra Klemenschits           | 6–3, 6–4                |
| 5.   | 29 de abril de 2012      | Vic, España             | Clay       | Eugeniya Pashkova     | Amanda Carreras Ximena Hermoso                     | 6–1, 6–2                |
| 6.   | 1 de julio de 2012       | Breda, Italia           | Clay       | Ysaline Bonaventure   | Carolin Daniels Xenia Knoll                        | 6–4, 7–6(7–5)           |
| 7.   | 8 Marcha 2013            | Amiens, Francia         | Clay (I)   | Lena-Marie Hofmann    | Bernice van de Velde Kelly Versteeg                | 7–6(7–5), 6–1           |
| 8.   | 15 Marcha 2013           | Le Havre, Francia       | Clay (I)   | Estelle Cascino       | Dejana Raickovic Laura Schaeder                    | 0–6, 7–5, [10–5]        |
| 9.   | 23 de agosto de 2013     | Braunschweig, Alemania  | Clay       | Clothilde de Bernardi | Tereza Malíková Tereza Smitková                    | 3–6, 6–1, [10–8]        |
| 10.  | 28 de febrero de 2014    | Bron, Francia           | Duro (i)   | Alyona Sotnikova      | Anna Klasen Katharina Lehnert                      | 5–7, 7–6(7@–5), [10–5]  |
| 11.  | 7 Marcha 2014            | Amiens, Francia         | Clay (i)   | Alyona Sotnikova      | Angelica Moratelli Anna Remondina                  | 6–1, 6–4                |
| 12.  | 21 Marcha 2014           | Le Havre, Francia       | Clay (i)   | Alyona Sotnikova      | Bernice van de Velde Kelly Versteeg                | 6–4, 6–3                |
| 13.  | 4 de abril de 2014       | Dijon, Francia          | Duro (i)   | Réka Luca Jani        | Martina Borecká Michaëlla Krajicek                 | 6–3, 7–5                |
| 14.  | 7 de septiembre de 2014  | Belgrado, Serbia        | Clay       | Natalija Kostić       | Nina Alibalić Nina Stojanović                      | 6–1, 6–2                |
| 15.  | 28 de septiembre de 2014 | Varna, Bulgaria         | Clay       | Julia Terziyska       | Diana Buzean Raluca Elena Platon                   | 7–5, 6–1                |
| 16.  | 24 de enero de 2015      | El Kantaoui, Túnez      | Duro       | Estelle Cascino       | Kristýna Hrabalová Vendula Žovincová               | 7–6(7–3), 6–0           |
| 17.  | 31 de enero de 2015      | El Kantaoui, Túnez      | Duro       | Chantal Škamlová      | Silvia Njirić Olga Parres Azcoitia                 | 6–2, 6–0                |
| 18.  | 27 de febrero de 2015    | Mâcon, Francia          | Duro (i)   | Eva Wacanno           | Kinnie Laisné Marine Partaud                       | 6–4, 3–6, [10–5]        |
| 19.  | 14 Marcha 2015           | El Kantaoui, Túnez      | Duro       | Myrtille Georges      | Chanel Simmonds Magali Kempen                      | 1–6, 6–4, [10–2]        |
| 20.  | 17 de julio de 2015      | Bursa, Turquía          | Clay       | Dia Evtimova          | Ailen Crespo Azconzábal Ana Victoria Gobbi Monllau | 6–2, 3–6, [10–7]        |
| 21.  | 25 de septiembre de 2015 | Varna, Bulgaria         | Clay       | Irina Maria Bara      | Julieta Lara Estable Ana Victoria Gobbi Monllau    | 7–5, 4–6, [10–4]        |
| 22.  | 4 de octubre de 2015     | Sozopol, Bulgaria       | Duro       | Julia Terziyska       | Anna Klasen Charlotte Klasen                       | 6–1, 6–2                |
| 23.  | 6 de diciembre de 2015   | El Kantaoui, Túnez      | Duro       | Karin Perrera         | Darya Chernetsova Yana Sizikova                    | 6–2, 6–3                |
| 24.  | 6 Marcha 2016            | El Kantaoui, Túnez      | Clay       | Julia Grabher         | Yuliya Kalabina Polina Monova                      | 7–5, 6–0                |
| 25.  | 14 de septiembre de 2016 | Dobrich, Bulgaria       | Clay       | Lina Gjorcheska       | Laura Schaeder Melanie Stokke                      | 6–7(13–15), 6–2, [10–6] |
| 26.  | 25 Marcha 2017           | Hammamet, Túnez         | Clay       | Chantal Škamlová      | Margarita Lazareva Maria Marfutina                 | 7–6(7–5), 4–6, [10–8]   |
| 27.  | 8 de julio de 2018       | Aschaffenburg, Alemania | Clay       | Polina Leykina        | Chiara Scholl Emma Laine                           | 7-6(4), 7-5             |

## Año-fin rankings
| Año     | 2009 | 2010 | 2011 | 2012 | 2013 | 2014 | 2015 | 2016 | 2017 |
| Singles | -    | 719  | 350  | 349  | 343  | 410  | 330  | 152  | 353  |
| Pliega  | 1029 | 620  | 378  | 293  | 309  | 274  | 331  | 383  | 376  |

## Copa Federación
Isabella Shinikova debutó para el equipo de Copa Federación búlgaro en 2012. Desde entonces,  tiene un balance de 5–5 singles y un 4–6 en dobles.